# Lastrea mingendensis
Lastrea mingendensis là một loài dương xỉ trong họ Dryopteridaceae. Loài này được Gilli mô tả khoa học đầu tiên năm 1978.
Danh pháp khoa học của loài này chưa được làm sáng tỏ. 